# Linia kolejowa Nowe Miasto Lubawskie – Zajączkowo Lubawskie
Linia kolejowa Nowe Miasto Lubawskie – Zajączkowo Lubawskie – zlikwidowana w 1993 roku normalnotorowa linia kolejowa łącząca stację Nowe Miasto Lubawskie ze stacją Zajączkowo Lubawskie.

## Historia
Linia została otwarta 2 grudnia 1910 roku. Rozstaw szyn wynosił 1435 mm. 1 grudnia 1987 roku nastąpiło zawieszenie na linii ruchu pasażerskiego i towarowego. W 1993 roku nastąpiła fizyczna likwidacja linii.